# Cases Barates (Mollerussa)
Les Cases Barates és una obra noucentista de Mollerussa (Pla d'Urgell) inclosa a l'Inventari del Patrimoni Arquitectònic de Catalunya.

## Descripció
Agrupació d'habitatges en filera. Promocionades més enllà del nucli urbà.
Originàriament projectades en planta baixa. Obra social d'un banc, sense cap floritura artística, fetes amb maó vist i tendència als detalls modernistes.